# Joseph Urbania
Joseph Urbania (également Josef Urbanija ou Josip Vrbanija), né le 16 février 1877 et mort 10 juin 1943, est un sculpteur slovène du XXe siècle, qui a vécu et travaillé en Autriche pendant une grande partie de sa vie. Urbania réalise au cours de sa carrière de nombreuses sculptures religieuses à grande échelle, employant des matériaux comme le bois, la pierre, le bronze et le plâtre. La plupart de ses œuvres sont conservées dans des cathédrales d'Europe.

## Biographie
La mère de Joseph Urbania, Lucija, est femme de ménage chez le sculpteur Franz Ksaver (1821–1888), qui était le père du sculpteur Ivan Zajec. Le beau-père d'Urbania, Josip Groselj (1854-1941)  était l'un de ses premiers professeurs et un assistant artistique de l'atelier principal de Zajec. 
On retrouve l'influence de Zajec dans une grande partie des travaux précoces d'Urbania.
À 21 ans, il rejoint l'armée slovène, période pendant laquelle il est chargé par le capitaine H. Wesshuber, de sculpter une grande figure appelée Patrie (exposée à Ljubljana, 1903). À la fin de son service militaire, et avec les économies des commandes qu'on lui passée, Urbania émigre en Autriche et s'installe à Vienne pour y étudier et travailler. 

## Carrière
À Vienne, des sculptures et des peintures lui sont commandées, il y expose également son travail. Il commence à avoir de la notoriété pour ses œuvres à la fin des années 1910, il reçoit le Gundel Art Prize de la sculpture en 1910 et le Preleuthner Prize en 1912. Il vit brièvement à Sarajevo entre 1915 et 1918 où, avec une équipe d'artistes, il crée un monument aux soldats de la Première Guerre mondiale au cimetière de Kovaci. A la fin de la guerre, il s'installe définitivement à Vienne où il vit et travaille jusqu'à sa mort en 1943.

## Galerie

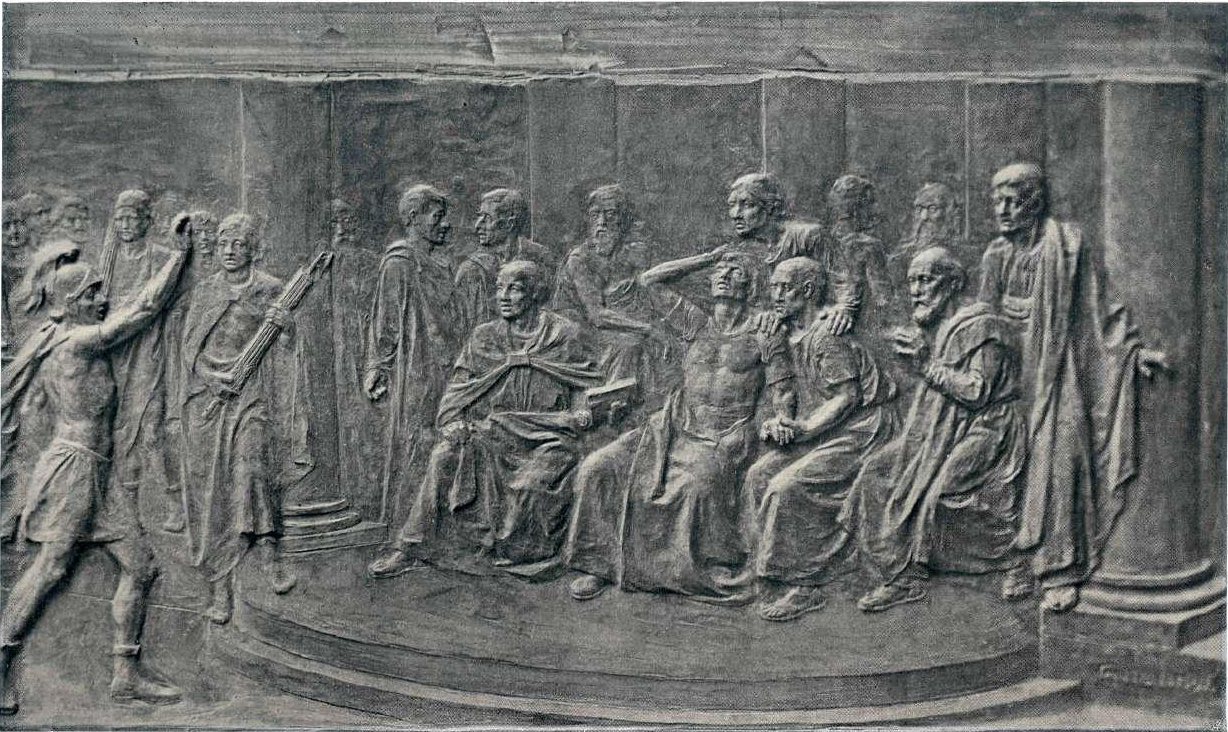
Hannibal aux portes (1908).
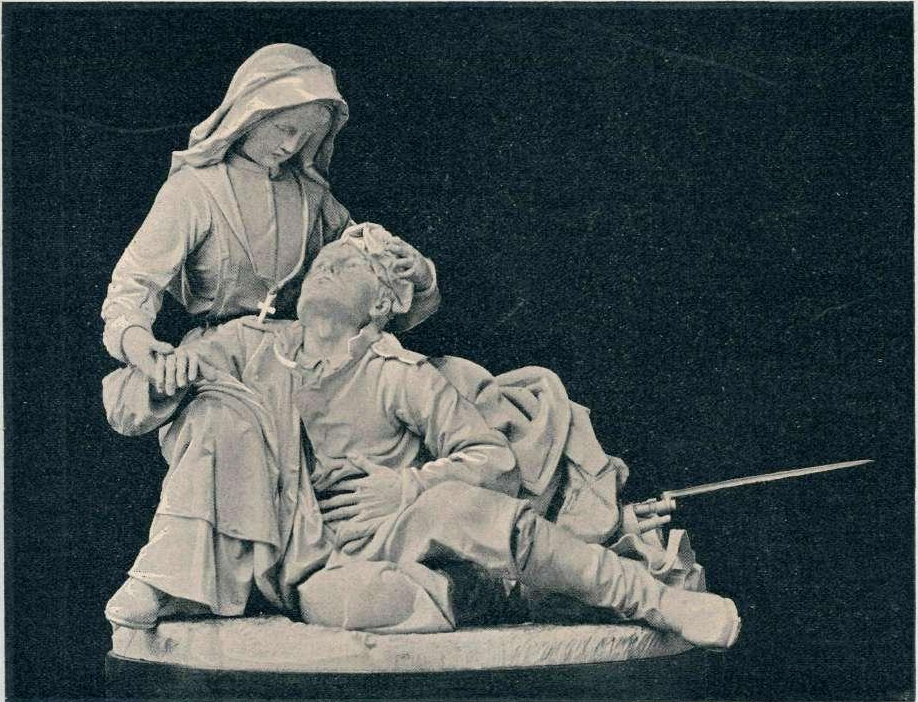
Après la bataille (1905).
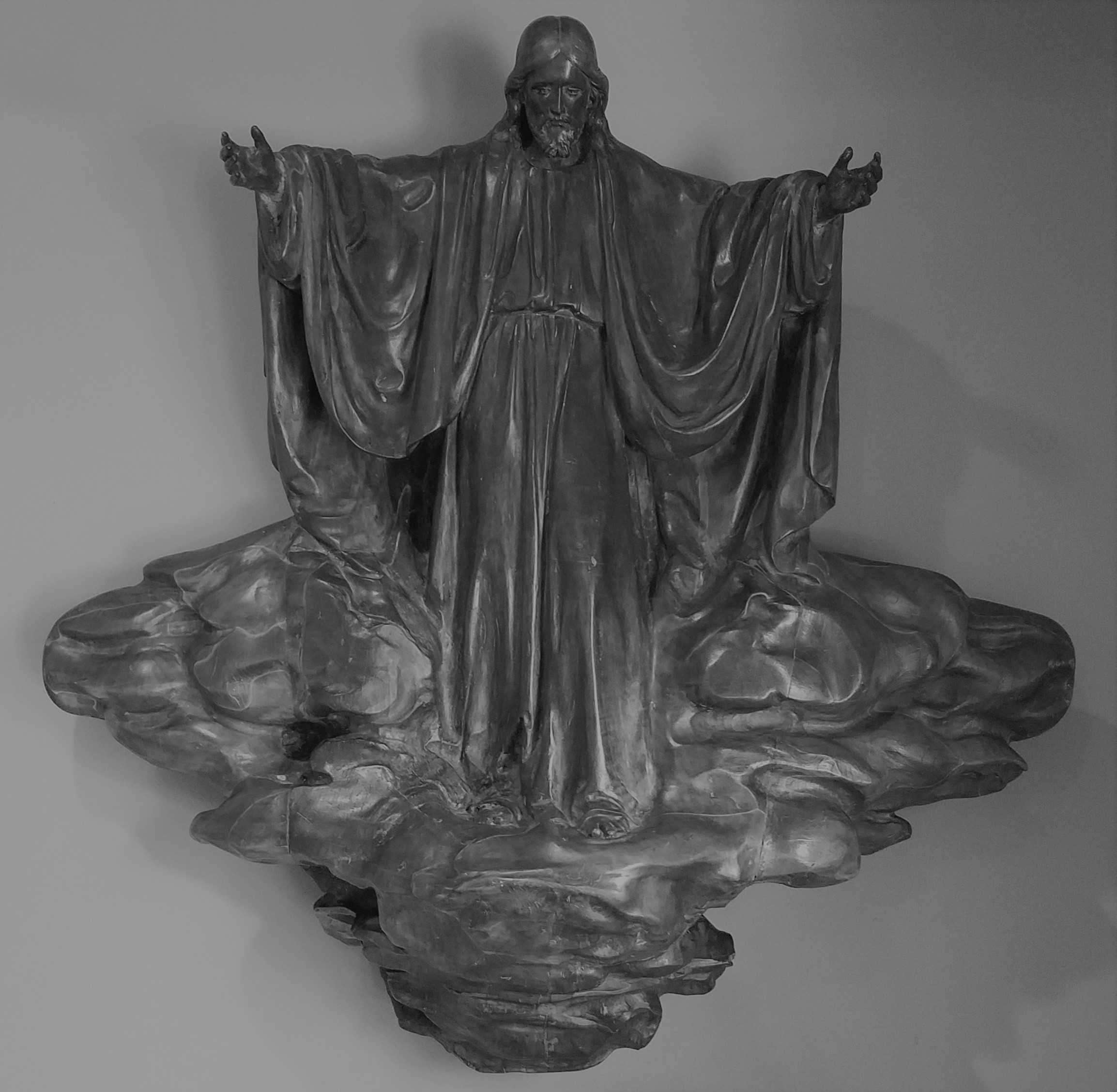
Christ Ascendant (1931).
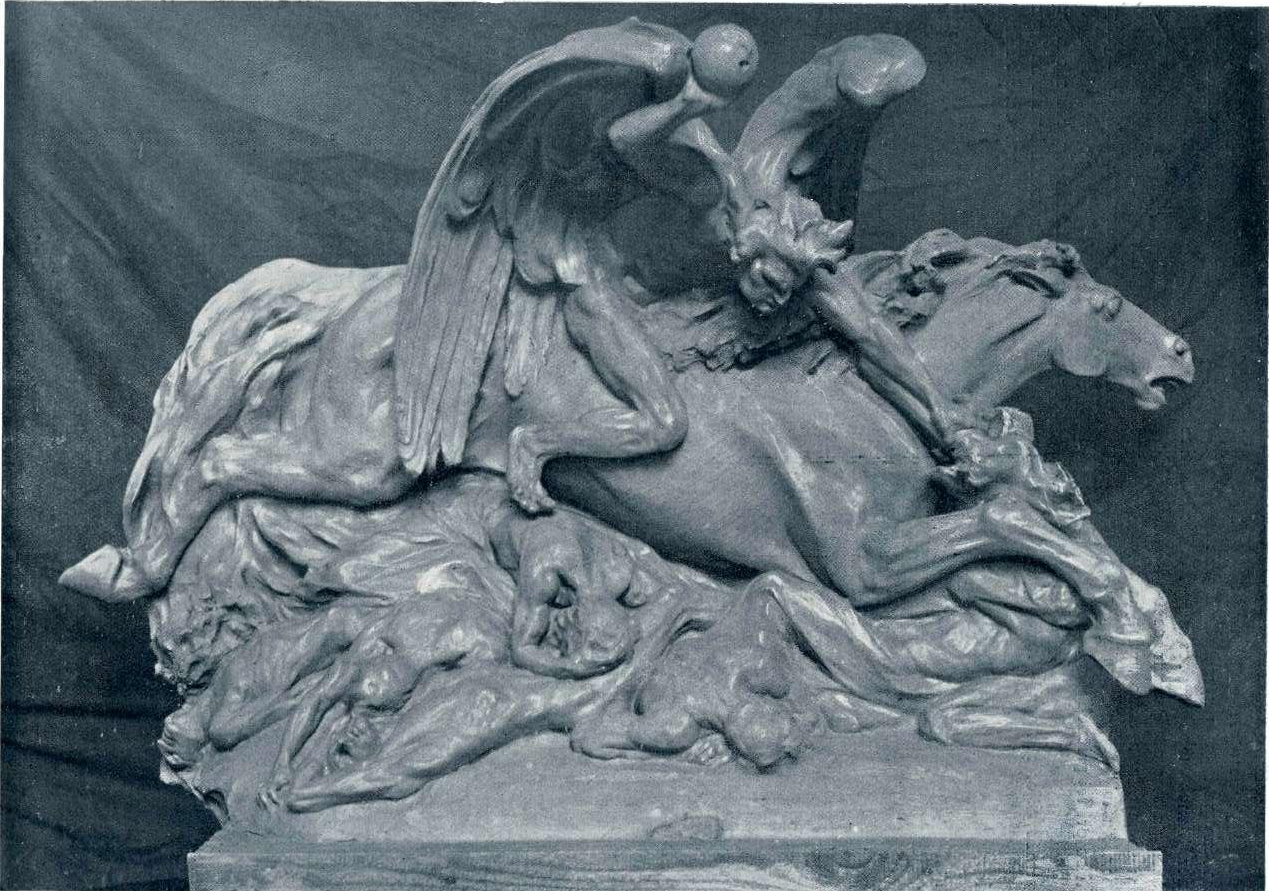
Potop (1913).
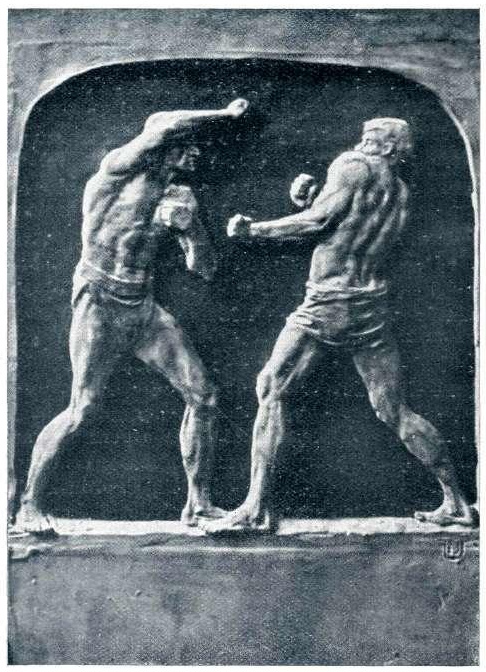
Rokoborca (Les lutteurs, 1913).